# Rochedos Lientur
Os Rochedos Lientur são um grupo de rochedos adjacentes proeminentes situados fora da costa norte da Ilha Robert nas Ilhas Shetland do Sul, na Antártida e se estendendo a 660 m na direção leste-oeste e a 320 m na direção norte-sul.  A área foi visitada por caçadores de foca do início do século XIX operando próximo a Port Clothier.
A feição foi batizada pela Expedição Antártica Chilena de 1949-50 e recebeu o nome do navio de patrulha da expedição Lientur.

## Localização
Os rochedos estão centralizados em 62° 19′ 36″ S, 59° 31′ 55″ O que está 1,26 km a norte-nordeste do Cabo Newell, 710 m a norte-nordeste da Ilha Tatul, 3,12 km a sudeste do Rochedo Henfield, 3,41 km a sudeste do Rochedos Mellona e 3,74 km a oeste-sudoeste dos Rochedos Liberty (Mapeamento britânico em 1968, chileno em 1971, argentino em 1980, e búlgaro em 2009).

## Mapas
- L.L. Ivanov. Antarctica: Livingston Island and Greenwich, Robert, Snow and Smith Islands. Scale 1:120000 topographic map.  Troyan: Manfred Wörner Foundation, 2009.  ISBN 978-954-92032-6-4